# Димитър Икономов (Дупница)
Вижте пояснителната страница за други личности с името Димитър Икономов.
Димитър Николов Икономов е български адвокат, общественик и политик от гр. Дупница. Народен представител в  XXV обикновено народно събрание.

## Биография
Роден е на 20 август 1887 г. в гр. Дупница. Баща му Никола Попхристов Икономов е бил търговец на овце, кръчмар, активен общественик, кмет на Дупница (от 6 ноември 1901 г. до 11 август 1903 г.). Той и съпругата му Елена Шишкова са имали 6 деца: Христо, Димитър, Георги, Мара, Ана и Сийка.
Димитър Икономов завършва висше юридическо образование и работи като адвокат. Участва активно в обществено-политическия живот на гр. Дупница. Бил е председател на Настоятелството на дупнишкото читалище „Напредък” с известни прекъсвания от 1920 до 1944 г.
През 1938 г. Димитър Икономов претърпява неуспех като кандидат-депутат, а на 28 януари 1940 г. е избран за народен представител в XXV народно събрание от групата на правителственото мнозинство. Като депутат Димитър Икономов е бил включен в комисията към Министерството на народното просвещение и в комисията по финансите.
През март 1943 година Димитър Икономов е един от 43-мата народни представители, подписали инициираното от Димитър Пешев протестно писмо против депортацията на българските евреи.
Осъден е на смърт от Втори върховен състав на т.нар. Народен съд, глоба от 5 милиона лева и конфискуване на целия имот. Разстрелян е на 1 февруари 1945 г.

## Записки
1. ↑  Гл.ас Иван Хаджийски, краевед-изследовател. Дупничани, ще построим ли паметник на първия спасител на българските евреи и наш съгражданин Димитър Икономов
2. ↑  Карта на обвиняемо лице //  ДАА-ЦДА, ф. 1449, оп. 1, а.е. 43.   Посетен на 4 април.
3. ↑  Бояджиев, Христо. Спасяването на българските евреи през Втората световна война.   София, Университетско издателство „Св. Климент Охридски“, 1991. с. 71.
4. ↑  Присъда на народните представители от XXV ОНС //  narodensud.archives.bg. ДАА-ЦДА, ф. 1449, оп. 1, а.е. 43.   Посетен на 4 април 2024.